# Hypocometa decussata
Hypocometa decussata är en fjärilsart som beskrevs av Moore 1867. Hypocometa decussata ingår i släktet Hypocometa och familjen mätare. Inga underarter finns listade i Catalogue of Life.